# Salvatore Morale
Salvatore Morale (* 4. November 1938 in Teolo, Padua) ist ein ehemaliger italienischer Leichtathlet und Olympiadritter.
Ausgerechnet bei den Olympischen Spielen 1960 in Rom verpasste Salvatore Morale um eine Hundertstelsekunde den Einzug ins Finale des 400-Meter-Hürdenlaufs. 1960 wurde letztmals ein olympisches Finale auf einer Laufbahn mit nur sechs Bahnen ausgetragen, das heißt, bei allen Spielen danach wäre er als Vierter seines Halbfinales (dazu mit der insgesamt sechstbesten Zeit) ins Finale gekommen.
Ein Jahr später stellte Morale dann mit 49,7 s einen Europarekord auf. Bei den Europameisterschaften 1962 in Belgrad erreichte Morale dann den Zenit seines Könnens und wurde mit 49,2 s Europameister, wobei er den Weltrekord von Glenn Davis einstellte. Mit der italienischen 4-mal-400-Meter-Staffel belegte Morale Platz fünf im Europameisterschaftsfinale.
Zwei Jahre später bei den Olympischen Spielen 1964 in Tokio erreichte Morale dann doch ein olympisches Finale. Es gewann der US-Amerikaner Rex Cawley, der einen Monat vor den Spielen den Weltrekord auf 49,1 s verbessert hatte. Cawley war mit 49,6 s unangefochten, dahinter lagen mit jeweils 50,1 s fast gleichauf der Brite John Cooper und eben Morale, der so zu einer olympischen Bronzemedaille kam. Nach den Spielen 1964 trat Morale nicht mehr an.
Salvatore Morale war kein Kraftläufer, sondern überzeugte stilistisch vor allem bei der Hürdenüberquerung. Er hatte bei einer Größe von 1,86 m ein Wettkampfgewicht von 75 kg.